# Vaccinium philippinense
Vaccinium philippinense är en ljungväxtart som beskrevs av Otto Warburg. Vaccinium philippinense ingår i Blåbärssläktet, och familjen ljungväxter. Inga underarter finns listade i Catalogue of Life.